# Transdanubie occidentale
 (septembre 2024).
Si vous disposez d'ouvrages ou d'articles de référence ou si vous connaissez des sites web de qualité traitant du thème abordé ici, merci de compléter l'article en donnant les références utiles à sa vérifiabilité et en les liant à la section « Notes et références ».
La Transdanubie occidentale (en hongrois Nyugat-Dunántúl) est, avec la Transdanubie méridionale et la Transdanubie centrale, l'une des trois régions statistiques et de planification qui composent la Transdanubie, une des super-régions statistiques de la Hongrie. Elle regroupe trois comitats (département administratif hongrois) : Zala, Vas et Győr-Moson-Sopron.
De par sa situation géographique, beaucoup d'habitants de la région vont travailler en Autriche.